# Islas San Benito
Islas San Benito är öar i Mexiko.   De ligger i delstaten Baja California, i den västra delen av landet, 1 900 km nordväst om huvudstaden Mexico City. Arean är 5,5 kvadratkilometer.
Terrängen på Islas San Benito är platt. Öns högsta punkt är 190 meter över havet. Den sträcker sig 2,5 kilometer i nord-sydlig riktning, och 4,6 kilometer i öst-västlig riktning.